# 광주광역시
광주광역시(光州廣域市)는 대한민국 서남쪽에 위치한 광역시이다. 간단하게 광주라고 부르기도 한다. 남동쪽으로 전라남도 화순군, 북동쪽으로 전라남도 담양군, 서쪽으로 전라남도 함평군, 서남쪽으로 전라남도 나주시, 북쪽으로 전라남도 장성군과 접한다. 시청 소재지는 서구 치평동이고, 행정 구역은 5개 구와 95개 동으로 이루어져 있다. 2024년 12월 기준으로 총 인구는 140만 8,222명이며 2023년 기준으로 면적은 500.97k㎡이다. 광주광역시는 2022년 기준 대한민국 내에서 여섯 번째로 인구 수가 많은 도시이며, 인구 밀도는 2023년 기준으로 1제곱킬로미터당 2,921명이 살고 있다.
광주광역시의 이름은 940년 고려의 태조가 통일신라 시절 무주로 부르던 이름을 광주로 개칭한 것에서 유래한다. 광주광역시는 지금의 전북특별자치도, 전라남도와 함께 호남 지방을 구성하였지만 호남 지방의 중심지는 아니었다. 일제 강점기에 행정적으로 광주가 부로 승격되고 서울과 호남 지방을 잇는 호남선이 광주를 관통하면서 광주는 호남지방의 경제 및 교통의 중심지로 성장하게 되었다. 대한민국 정부 수립 이후 1986년 11월 직할시로 승격되어 전라남도와 별도의 행정 체계를 가지고, 1995년 광주광역시로 개칭된 뒤 현재의 행정구역 체계를 갖추게 되었다.
광주광역시는 일제강점기를 거치며 호남 지방의 정치의 중심지로 성장하였다. 일제 강점기 시기 1919년 3·1 운동과 1929년 광주 학생 항일 운동 등 주요 독립 운동이 발생한 핵심 지역이기도 했고, 대한민국 수립 이후에는 1980년 5·18 민주화 운동과 1987년 6월 민주 항쟁 등 대한민국 민주화 운동의 산실이기도 했다.
대한민국의 대기업 중 하나였던 아시아자동차가 광주에 본사를 두면서 광주는 호남 지방의 공업 중심지로 성장하였다. 이에 발맞추어 영산강 서쪽 평동을 비롯한 지역에 공업지구가 조성되는 한편, 광주광역시에 호남 지방과 다른 지역을 잇는 항공, 철도, 도로 등이 건설되었다. 광주공항이 광주광역시에 위치한 유일한 공항이며, 호남고속철도와 호남고속도로, 광주대구고속도로가 광주광역시와 대한민국 내 여러 다른 도시들을 이어주고 있다. 전남대학교, 조선대학교, 광주과학기술원 등 고등교육기관이 있다. 2년마다 광주 비엔날레가 열리고, 아시아문화중심도시 조성 사업이 국책으로 진행됐다.

## 역사

### 지명
무진(武珍)은 한자어가 아니라 한자의 음과 새김을 빌려 한국어를 적은 것으로 진(珍)의 옛 한자 새김이 들, 돌인 것에서 무진(武珍)의 원래 발음은 무들, 물들에 가까웠을 것으로 추정하며, 이는 물+들(물이 많은 들판)일 것으로 보고 있다. 차자표기이기 때문에 무진(武珍)외에 무진(茂珍)이란 표기도 썼으며, 광주의 명산인 무등산의 이름인 무등(無等)도 같은 말의 차자표기로 추정된다. 광주와 지리적으로 가까운 나주 영산포 일대를 이두로 수입이(水入伊: 물들이)라한 것으로 보아 옛날에 이 지역일대에 늪지대가 있었음을 짐작케 한다.
삼한시대 마한에 속했고 백제 시대에는 노지(奴只)라는 이름이 보이며, 삼국통일 이후 신문왕 6년에 무진주라고 하였다가, 경덕왕이 무진주에서 무(武)자를 취하여 "무주"로 개칭하였다. 현재 쓰이고 있는 광주(光州)란 이름은 고려 태조 시기에 등장한다. 이후 행정구역의 변동에 따라 목(牧), 부(府), 현(縣), 군(郡) 등의 행정단위위계의 변동은 있었으나 명칭은 이어져 오게 된다.

## 지리

### 인문지리
광주광역시는 남쪽으로 남구 승촌동이 나주시 산포면과의 경계를 이루고, 북쪽으로는 북구 우치동이, 동쪽은 북구 용강동 영산강변 동부지역이 장성군 남면과의 경계를 이루고 있다. 서쪽은 광산구 양동이 함평군 나산면과 경계를 이루고 있다. 동서간, 남북간의 연장거리 간격은 각각 34.3km, 23.1km이다. 대한민국 서남부에 위치한 광주는 호남 지방의 중핵도시로서 역할을 수행한다.
광주를 기점으로 하여 나주시, 무안군, 목포시를 잇는 광목선, 영암군, 해남군, 완도군을 연결하는 광완선, 화순군, 순천시, 여수시를 연계하는 광려선, 담양군, 순창군, 남원시의 광남선, 장성군, 정읍시, 전주시를 연결하는 광전선 그리고 영광군, 고창군, 부안군을 연결하는 광부선 등 6개 방향의 중심으로서 정치, 경제, 사회, 문화, 교육 등 제반에 걸쳐 영향력을 발휘하고 있다. 호남 지방 중추관리 기능도시로서의 역할도 병행하고 있다.

### 자연지리
광주는 동부 산악지와 서부 평야지대의 점이지대라고 할 수 있다. 광주의 지형은 노년기에 속하여 대체로 준평원화된 구릉성 지대라고 보면 된다. 광주를 중심으로 한 전남지방의 산세를 보면 북쪽에 노령산맥이 동서방향으로 뻗어 전북과 불규칙한 경계를 이루고, 동쪽에 소백산맥이 남북방향으로 뻗어 경남과 경계를 이루어 전라남도는 두 산맥의 울타리 사이에 자리한다. 광주평야는 노령산맥과 소백산맥의 지맥들 사이의 영산강 유역에 분포하며, 광주천과 그 소지류 및 극락강 유역에 연속되어 나타나고 있고 영산강 본류를 따라 인접한 나주 등지로 이어져 결국 나주평야의 일부를 형성한다.

### 기후
광주광역시의 기후 특성은 서해안형과 내륙형의 중간형으로 대체로 서해안형에 가까운 특성을 보이고 있다. 겨울에는 몽골부근에서 그 세력을 우리나라쪽으로 확장하는 한랭한 대륙성 고기압의 영향으로 삼한사온의 날씨를 보이며, 여름에는 북태평양 동부에 중심을 두고 그 세력을 아시아쪽으로 확장하는 북태평양 고기압의 영향으로 무더우나 초여름과 늦여름에는 장마기가 있어 호우에 의한 기상재해가 발생하며, 태풍의 피해가 잦은 특징이 있다. 봄과 가을에는 중국에서 이동하는 이동성고기압의 영향으로 건조하고 맑은 날이 많다. 2010년도 광주지방의 평균기온은 전년도와 유사한 14.2 °C이었으며 8월에는 평균기온이 가장 높은 28.1 °C를 기록하였다. 그리고 연중 강수총량은 1,573.1mm로 전년도보다 84.9mm가 많았으며 7월에는 2010년에 가장 많은 강수량인 453.0mm가 내렸다.
| 광주지방기상청 (광주광역시 북구 운암동, 해발 70.28m)의 기후 | 광주지방기상청 (광주광역시 북구 운암동, 해발 70.28m)의 기후 | 광주지방기상청 (광주광역시 북구 운암동, 해발 70.28m)의 기후 | 광주지방기상청 (광주광역시 북구 운암동, 해발 70.28m)의 기후 | 광주지방기상청 (광주광역시 북구 운암동, 해발 70.28m)의 기후 | 광주지방기상청 (광주광역시 북구 운암동, 해발 70.28m)의 기후 | 광주지방기상청 (광주광역시 북구 운암동, 해발 70.28m)의 기후 | 광주지방기상청 (광주광역시 북구 운암동, 해발 70.28m)의 기후 | 광주지방기상청 (광주광역시 북구 운암동, 해발 70.28m)의 기후 | 광주지방기상청 (광주광역시 북구 운암동, 해발 70.28m)의 기후 | 광주지방기상청 (광주광역시 북구 운암동, 해발 70.28m)의 기후 | 광주지방기상청 (광주광역시 북구 운암동, 해발 70.28m)의 기후 | 광주지방기상청 (광주광역시 북구 운암동, 해발 70.28m)의 기후 | 광주지방기상청 (광주광역시 북구 운암동, 해발 70.28m)의 기후 |
| 월                                                          | 1월                                                         | 2월                                                         | 3월                                                         | 4월                                                         | 5월                                                         | 6월                                                         | 7월                                                         | 8월                                                         | 9월                                                         | 10월                                                        | 11월                                                        | 12월                                                        | 연간                                                        |
| ----------------------------------------------------------- | ----------------------------------------------------------- | ----------------------------------------------------------- | ----------------------------------------------------------- | ----------------------------------------------------------- | ----------------------------------------------------------- | ----------------------------------------------------------- | ----------------------------------------------------------- | ----------------------------------------------------------- | ----------------------------------------------------------- | ----------------------------------------------------------- | ----------------------------------------------------------- | ----------------------------------------------------------- | ----------------------------------------------------------- |
| 역대 최고 기온 °C (°F)                                      | 18.8 (65.8)                                                 | 22.6 (72.7)                                                 | 26.8 (80.2)                                                 | 30.4 (86.7)                                                 | 33.9 (93.0)                                                 | 37.2 (99.0)                                                 | 38.5 (101.3)                                                | 38.5 (101.3)                                                | 35.8 (96.4)                                                 | 31.1 (88.0)                                                 | 27.1 (80.8)                                                 | 20.3 (68.5)                                                 | 38.5 (101.3)                                                |
| 일평균 최고 기온 °C (°F)                                    | 5.7 (42.3)                                                  | 8.3 (46.9)                                                  | 13.6 (56.5)                                                 | 19.9 (67.8)                                                 | 24.8 (76.6)                                                 | 27.9 (82.2)                                                 | 30.0 (86.0)                                                 | 30.9 (87.6)                                                 | 27.1 (80.8)                                                 | 21.9 (71.4)                                                 | 15.0 (59.0)                                                 | 8.0 (46.4)                                                  | 19.4 (66.9)                                                 |
| 일일 평균 기온 °C (°F)                                      | 1.0 (33.8)                                                  | 2.9 (37.2)                                                  | 7.5 (45.5)                                                  | 13.4 (56.1)                                                 | 18.7 (65.7)                                                 | 22.7 (72.9)                                                 | 25.9 (78.6)                                                 | 26.5 (79.7)                                                 | 22.2 (72.0)                                                 | 16.1 (61.0)                                                 | 9.6 (49.3)                                                  | 3.2 (37.8)                                                  | 14.1 (57.4)                                                 |
| 일평균 최저 기온 °C (°F)                                    | −2.7 (27.1)                                                 | −1.5 (29.3)                                                 | 2.4 (36.3)                                                  | 7.8 (46.0)                                                  | 13.4 (56.1)                                                 | 18.7 (65.7)                                                 | 22.8 (73.0)                                                 | 23.2 (73.8)                                                 | 18.2 (64.8)                                                 | 11.2 (52.2)                                                 | 5.0 (41.0)                                                  | −0.8 (30.6)                                                 | 9.8 (49.6)                                                  |
| 역대 최저 기온 °C (°F)                                      | −19.4 (−2.9)                                                | −17.7 (0.1)                                                 | −10.7 (12.7)                                                | −4.5 (23.9)                                                 | 1.4 (34.5)                                                  | 7.2 (45.0)                                                  | 14.9 (58.8)                                                 | 12.6 (54.7)                                                 | 5.6 (42.1)                                                  | −2.7 (27.1)                                                 | −7.2 (19.0)                                                 | −13.7 (7.3)                                                 | −19.4 (−2.9)                                                |
| 평균 강수량 mm (인치)                                       | 32.6 (1.28)                                                 | 43.6 (1.72)                                                 | 61.9 (2.44)                                                 | 86.6 (3.41)                                                 | 91.4 (3.60)                                                 | 152.6 (6.01)                                                | 294.2 (11.58)                                               | 326.4 (12.85)                                               | 145.0 (5.71)                                                | 59.0 (2.32)                                                 | 50.2 (1.98)                                                 | 37.1 (1.46)                                                 | 1,380.6 (54.35)                                             |
| 평균 강수일수 (≥ 0.1 mm)                                    | 10.1                                                        | 8.2                                                         | 8.8                                                         | 8.9                                                         | 9.0                                                         | 10.2                                                        | 15.1                                                        | 15.0                                                        | 9.6                                                         | 6.8                                                         | 8.8                                                         | 10.2                                                        | 120.7                                                       |
| 평균 강설일수                                               | 9.9                                                         | 6.3                                                         | 2.4                                                         | 0.3                                                         | 0.0                                                         | 0.0                                                         | 0.0                                                         | 0.0                                                         | 0.0                                                         | 0.0                                                         | 1.1                                                         | 8.4                                                         | 28.4                                                        |
| 평균 상대 습도 (%)                                          | 65.7                                                        | 61.6                                                        | 60.3                                                        | 60.2                                                        | 64.5                                                        | 72.0                                                        | 79.8                                                        | 78.0                                                        | 73.6                                                        | 67.6                                                        | 66.9                                                        | 66.9                                                        | 68.1                                                        |
| 평균 월간 일조시간                                          | 161.4                                                       | 170.5                                                       | 201.0                                                       | 214.1                                                       | 227.9                                                       | 169.9                                                       | 143.1                                                       | 169.0                                                       | 174.4                                                       | 208.5                                                       | 167.4                                                       | 156.9                                                       | 2,164.1                                                     |
| 출처: 기상청 (평년값: 1991년~2020년, 극값: 1939년~현재)     |                                                             |                                                             |                                                             |                                                             |                                                             |                                                             |                                                             |                                                             |                                                             |                                                             |                                                             |                                                             |                                                             |

## 행정 구역
광주광역시에는 5개 자치구(광산구, 동구, 서구, 북구, 남구)와 90개 동이 있다. 2015년 12월 31일 기준 인구는 580,427세대, 1,472,199명이다. 면적은 501.18km2이다.

광주의 행정구역

동구는 전통적으로 광주의 중심지로, 구 전라남도청과 구 광주시청이 자리잡고 있다. 5.18 운동의 중심이 된 금남로와 충장로가 있으며 황금동, 대인동 등의 번화가가 자리잡고 있으며, 구 전남도청과 전남도의회가 있던 자리에 국립아시아문화전당이 있다. 북구 역시 광주의 중심지로 북구 중흥동에는 광주 교통의 중심지였던 광주역이 위치한다.
남구는 주월동, 봉선동 등의 주택가가 자리잡고 있으며 서구에는 상무 신시가지가 개발되었으며 현재 시청이 이곳에 위치하고 있다. 광산구는 원래 광산군 지역이었으며 광주송정역 주변의 송정동이 광산구의 주요 시가지이다. 광산구에는 첨단지구 및 신가지구, 신창지구, 운남지구, 하남1, 2, 3지구, 수완지구, 선운지구, 북구에는 첨단2지구가 완료되었으며 남구의 효천지구 등이 개발이 진행되고 있다. 광산구에 광주과학기술원(GIST), 삼성전자 공장, 북구에 국립광주과학관, 서구 및 광산구에 기아의 공장 등이 자리잡고 있다.
| 자치구     | 한자       | 세대    | 인구 (명) | 면적 (km2) |
| ---------- | ---------- | ------- | --------- | ---------- |
| 동구       | 東區       | 45,860  | 98,784    | 49.2       |
| 서구       | 西區       | 120,107 | 305,028   | 47.78      |
| 남구       | 南區       | 87,514  | 220,165   | 61.01      |
| 북구       | 北區       | 178,735 | 446,316   | 120.29     |
| 광산구     | 光山區     | 148,252 | 400,753   | 222.9      |
| 광주광역시 | 光州廣域市 | 580,427 | 1,472,199 | 501.18     |

### 광주권
대도시권 교통관리에 관한 특별법 시행령(대통령령)의 별표 1(대도시권의 범위(제2조관련))에 의하여 광주광역시, 전라남도 나주시, 담양군, 장성군, 화순군, 함평군이 광주권으로 규정된다.

## 인구
광주는 전라도 지역의 행정과 교통의 중심지로서, 조선 시대 이래 고을과 장시(場市)가 발달하였으나 인구는 수만 명 수준에 머물렀다. 호남의 곡창지대를 배후에 두었으나, 본격적인 도시적 성장은 근대 이후에야 시작되었다.
1910년대 이후 광주는 전라남도의 도청 소재지로 지정되면서 행정적 중심지가 되었고, 농산물 집산지로서 기능이 강화되었다. 1920년대 이후 철도(호남선)와 도로망이 정비되면서 상업·교통 중심 도시로 발전하였다. 이 시기 인구는 약 3만 명에서 1940년대에는 10만 명을 상회하였다.
광복 직후 귀환민과 한국전쟁 피난민이 유입되면서 인구가 급격히 증가하였다. 특히 전쟁 시기 호남 내륙의 안전지대로 기능하면서 도시의 인구가 빠르게 팽창하였다. 이로써 광주는 호남의 거점 도시로 확고히 자리잡았다. 1960년대 이후 광주는 영호남을 연결하는 교통의 요충지로 부상하였다. 농촌에서의 이농 현상으로 유입된 인구가 급증하였으며, 경공업과 서비스업 발달이 도시 성장을 뒷받침하였다. 1980년 5·18 민주화운동은 광주를 정치·역사적 상징 도시로 부각시켰으며, 이후 민주화의 성지로 자리매김하였다. 인구는 1960년대 40만 명 수준에서 1980년대 중반에는 100만 명을 돌파하였다.
1986년 광주는 직할시로 승격되었으며, 1995년 지방자치제 실시와 함께 광역시로 전환되었다. 이 시기에 주거단지와 산업단지가 확장되면서 인구는 약 130만 명에 도달하였다. 광주는 ‘문화와 예술의 도시’, ‘빛의 도시’로서 정체성을 강화하였다. 2000년대 초반에는 인구가 약 145만 명을 상회하였으나, 수도권 집중화와 청년층의 외부 유출로 증가세가 둔화되었다. 또한 출산율 저하와 고령화로 인해 인구 구조는 점차 변화를 겪었다.
2025년 현재 광주광역시의 인구는 약 143만 명 내외로 추산된다. 인구는 정체 또는 소폭 감소세를 보이고 있으나, 호남권의 정치·경제·문화 중심지로서의 위상은 여전히 유지되고 있다. 특히 광주는 민주화 운동의 상징 도시이자, 최근에는 첨단과학산업단지(광주과학기술원, 광주 첨단산업단지)를 중심으로 한 미래 산업도시로 변모하고 있다.
| 광주광역시의 인구 | 광주광역시의 인구 | 광주광역시의 인구 | 광주광역시의 인구 |
| 연도              | 인구(명)          | 그래프            | 비고              |
| ----------------- | ----------------- | ----------------- | ----------------- |
| 1960년            | 409,283           |                   |                   |
| 1966년            | 532,235           |                   |                   |
| 1970년            | 622,755           |                   |                   |
| 1975년            | 737,283           |                   |                   |
| 1980년            | 856,545           |                   |                   |
| 1985년            | 1,042,508         |                   |                   |
| 1990년            | 1,139,003         |                   |                   |
| 1995년            | 1,257,636         |                   |                   |
| 2000년            | 1,352,797         |                   |                   |
| 2005년            | 1,417,716         |                   |                   |
| 2010년            | 1,454,636         |                   |                   |
| 2011년            | 1,463,464         |                   |                   |
| 2012년            | 1,469,216         |                   |                   |
| 2013년            | 1,472,910         |                   |                   |
| 2014년            | 1,475,884         |                   |                   |
| 2015년            | 1,472,199         |                   |                   |
| 2016년            | 1,469,214         |                   |                   |
| 2017년            | 1,463,770         |                   |                   |
| 2018년            | 1,489,936         |                   |                   |

## 주요 기관

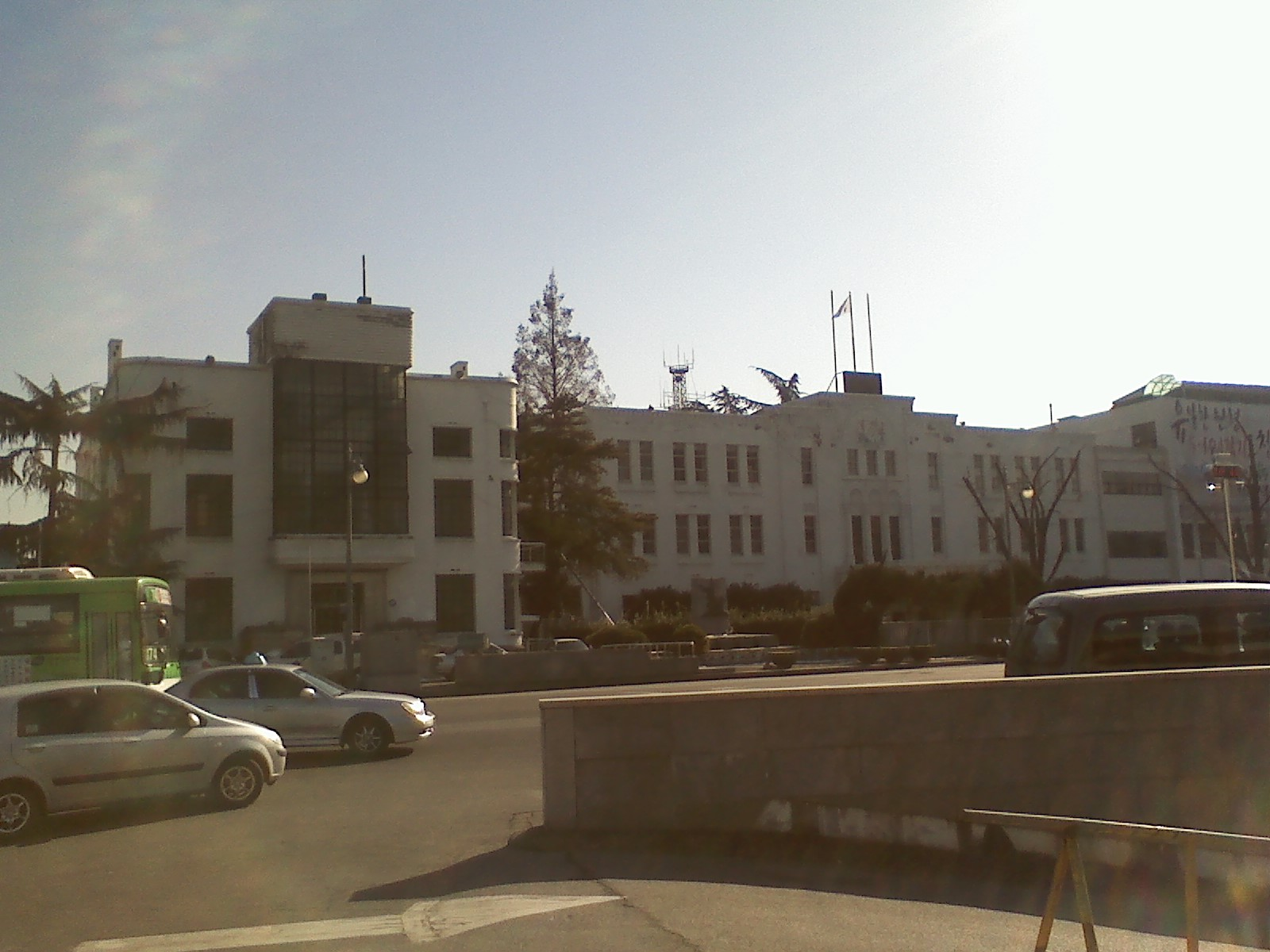
구 전남도청

광주는 산지와 평야의 2개 이질 지역 접촉지대에 발달한 군사·행정상 및 교역상 좋은 위치에 자리잡고 있다. 충장로·금남로 일대가 상업의 중심지이며 ‘교육도시’라고 일컬을 정도로 대학 및 각급 학교가 많아 전남 문화의 중심지로 되어 있다. 광주에는 국립 전남대학교를 비롯하여 조선대학교·광주대학교·호남대학교·광주교육대학교 등 8개의 4년제 대학교, 조선간호대학교 등을 포함한 8개의 전문대학이 있다. 초등학교 108개교, 중학교 69개교, 고등학교 58개교 등에 38만여 명이 재학하고 있다.
광주에는 방송사 8개와 신문사 6개가 있다.
주요 스포츠 시설로는 북구 임동에 광주기아챔피언스필드가 있으며, 서구 풍암동에 광주월드컵경기장, 광주축구전용구장, 페퍼스타디움이 있다.
동구 광산동에 전라남도청이 있었으나, 전라남도청은 2005년에 전라남도 무안군 삼향읍 남악리로 이전했다. 현재는 그 자리에 국립아시아문화전당이 있으며, 문화전당역과 연결된다. 서구 치평동에 광주광역시청이 자리잡고 있다. 사법기관으로 광주 지방 법원과 광주 고등 법원이 있고 검찰 사무를 담당하는 광주 지방 검찰청 및 광주 고등 검찰청과 치안업무를 담당하는 광주지방경찰청이 있다. 서구 상무동에는 '광주 민주화 운동'을 기념하기 위한 5.18 기념공원이 조성되었으며 북구 망월동에 희생자들을 추모하는 국립 5.18 민주묘지가 있다.

### 공공 기관
| - 광주고등검찰청 - 광주지방검찰청 - 광주지방경찰청 - 광주지방교정청 - 광주국토관리사무소 - 광주지방국세청 - 광주지방기상청 - 광주지방보훈청 - 광주지방조달청 - 광주지방고용노동청 - 광주지방식품의약품안전청 - 광주전남지방병무청 - 광주전남지방중소기업청 - 전남지방우정청 - 호남지방통계청 - 영산강유역환경청 - 영산강홍수통제소 - 광주본부세관 - 광주정부통합전산센터 - 광주지방공정거래사무소 - 광주지방철도특별사법경찰대 | - 광주고등법원 - 광주지방법원 - 광주가정법원 - 광주인권사무소 - 한국은행 광주전남본부 - 광주광역시 선거관리위원회 - 광주광역시청 - 광주광역시 소방안전본부 - 동구청 - 서구청 - 남구청 - 북구청 - 광산구청 - 광주광역시교육청 - 동부교육지원청 - 서부교육지원청 | - 광주광역시 도시철도공사 - 광주광역시 도시공사 - 광주환경공단 - 김대중컨벤션센터 - 광주발전연구원 - 한국광기술원 - 아시아문화개발원 - 세계김치연구소(한국식품연구원 부설) - 광주은행(JB금융지주 산하) - 광주정보문화산업진흥원 - 광주광역시체육회(대한체육회 산하) - 광주문화재단 |

### 의료기관

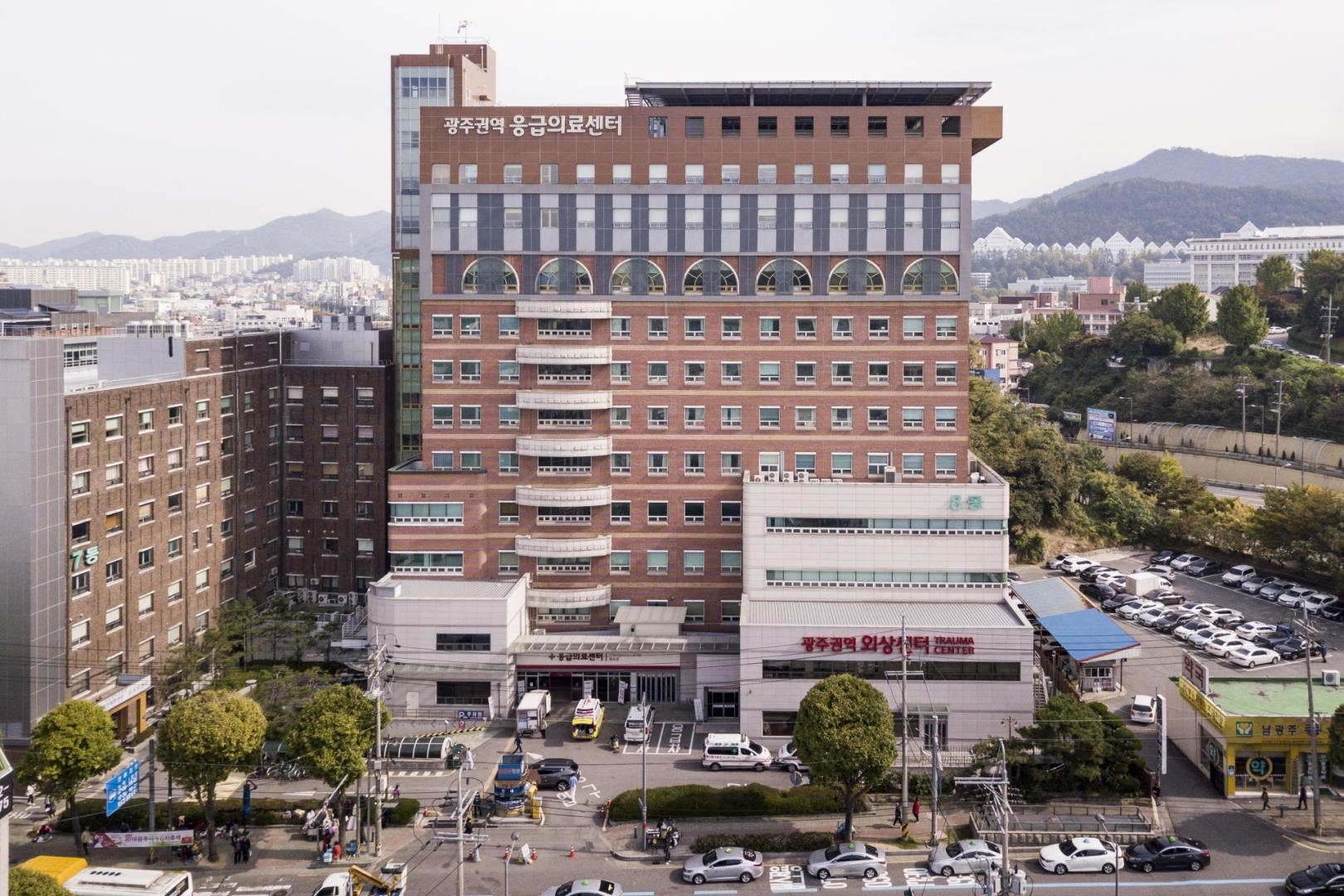
전남대학교병원 응급의료센터

2010년 기준으로 의료기관 1800여 개, 의사 3000여 명이 있다. 전국 광역시 중 인구 1000명당 의사 수가 가장 많다.
상급종합병원
- 전남대학교병원
- 조선대학교병원

종합병원
| - 광주보훈병원 - 광주기독병원 - 광주첨단병원 - 하남성심병원 | - 운암한국병원 - 신가병원 - 서광병원 - 상무병원 - 미래로21병원 - 동아병원 | - 광주희망병원 - 광주현대병원 - 광주한국병원 - 광주일곡병원 - 광주씨티병원 - 광주병원 | - HN병원 - 광주수완병원 - W여성병원 - KS병원 - 세계로병원 |

대학치과병원
- 전남대학교 치과병원
- 조선대학교 치과병원

대학한방병원
- 원광대학교 광주한방병원
- 동신대학교 광주한방병원

## 경제
2012년 광주광역시의 지역내총생산(GRDP)은 26조 7,700억 원이며, 실질성장률은 0.7%이다.

### 산업

#### 자동차산업[14]

##### 광주 자동차 산업 현황
완성차 제조업은 지역 내 최대 주력 산업이다.
- (부가가치) 지역 4대 전략산업 중 가장 큰 비중을 차지(부가가치 39.4%, 고용율의 22.2%)하며, 광주광역시의 주도적 육성의지에 따른 산업의 성장세 유지※ ’11년도 기준 광주 부가가치 9조 4,000억, 자동차산업 부가가치 3조 7,000억
- (수출) ’12년도 광주 자동차 수출은 전년대비 3% 감소한 약 50억 달러(광주 총 수출액 중 35% 차지)

- (생산지수) 광주 지역 제조업 생산지수 연평균 증가율 8.8%인데 반해 자동차산업 생산지수 증가율은 16.5%로 고도성장

(단위 : 천억원, 대, 억불 등)
| 년도             | 2004    | 2006    | 2008    | 2009    | 2010    | 2011    | 2012    | 2013 (추정) | 2014 (예측) |
| ---------------- | ------- | ------- | ------- | ------- | ------- | ------- | ------- | ----------- | ----------- |
| 생산대수         | 184,567 | 312,622 | 312,644 | 323,066 | 411,196 | 488,154 | 441,000 | 479,880     | 528,000     |
| 매출액 합계 주1) | 34      | 63      | 68      | 67      | 94      | 121     | 114     | 125         | 135         |
| 완성차           | 24      | 49      | 49      | 55      | 69      | 86      | 80      | 88          | 95          |
| 부품             | 10      | 14      | 19      | 12      | 25      | 35      | 34      | 37          | 40          |
| 수출액 합계 주2) | 8.6     | 28.9    | 28.9    | 29.4    | 39      | 51.8    | 49.8    | 56.9        | 61.5        |
| 완성차           | 8.2     | 28.6    | 27.6    | 27.8    | 36.7    | 48.8    | 47.6    | 54.5        | 58.9        |
| 부품             | 0.4     | 0.3     | 1.3     | 1.6     | 2.3     | 3       | 2.2     | 2.4         | 2.6         |

출처 : 주1) 통계청 광업제조업 조사보고서 주2) 자료 : 한국무역협회

##### 자동차산업 관련 우수한 연구자원 보유
- 연구기관 현황

| 연구기관           | 설립 목적 | 주요 업무 |
| ------------------ | --- | --- |
| 자동차부품연구원   | - 장비 및 인력이 부족한 중소 자동차부품기업 기술개발 지원 | - 전략적 핵심기반 기술개발 - 지역 특화기술 개발 - 교육 및 신뢰성 평가 |
| 전자부품연구원     | - 정부의 정책과 광주광역시의 발전방안에 맞춰 중소기업의 R&D 경쟁력 제고와 광주 지역산업이 프리미엄급 디지털전자산업으로 도약하기 위한 혁신 선도                            | - 지원업무(장비, 현장애로기술 지원, 신뢰성시험 분석, 연구공간 할애 및 IDP 지원, 창업보육센터 운영)                                                                        |
| 광주과학기술원     | - 미래의 과학기술 변화 및 환경에 능동적으로 대처하고 고급과학기술 인재의 양성과 첨단과학 기술의 연구개발 능력 향상을 위한 체계적인 고등교육 및 연구기관의 설립 필요성 제기 | - 고급과학기술인재 양성 - 국책 연구개발을 위한 기초 및 응용연구 - 국내‧외 산‧학‧연과의 공동 연구 - 광주첨단과학산업기지 활성화 - 지역산업발전을 위한 산‧학‧연‧관 협력사업 |
| 한국광기술원       | - 전문생산기술연구소로서 광제품 기술개발, 시험생산 및 시험‧인증 등 종합적인 기술지원 시스템 구축 및 기업체에 인프라 지원                                                   | - 광제품 기술개발 및 시험생산 지원 - 광제품 시험‧계측‧인증 및 신뢰성 평가업무 수행 - 창업보육 및 경영지원, 기타 광산업기술 발전 사업 수행                                 |
| 한국생산기술연구원 | - 기술 주도형 중소‧중견 기업이 글로벌 경쟁력을 가질 수 있도록 생산기술 혁신을 선도하는 세계일류 생산기술 전문 연구기관                                                     | - 중소기업 지원 - 뿌리산업(생산기반) 기술, 청정생산시스템기술, 융복합생산기술 분야 연구                                                                                   |

- 기업지원기관 현황

| 연구기관                       | 설립목적 | 주요업무 |
| ------------------------------ | --- | --- |
| 광주테크노파크                 | - 지역 내 산학연관 네트워크를 구축하여 역량을 결집하고 연구개발‧시험 생산‧기업지원사업 등의 병행을 통해 궁극적으로 과학기술을 매개하는 기술혁신 및 산업진흥 도모                  | - 산업정책 기획 - 지역사업 평가 - 기업 지원(창업 보육, 마케팅, 인력 양성, 기술 투자, 지식서비스, 기술 이전 등) |
| 광주그린카부품산업진흥재단     | - 광주 자동차산업분야 산․학․연․관의 유기적인 협력 체제를 구축하여 그린카 부품산업 육성, 연계, 조정 등 광주지역 자동차부품 산업기술 고도화 및 산업 육성을 도모                     | - 기업 창업 촉진을 통해 지역경제 활성화 - 광주 자동차산업 육성 사업기획 및 수행 - 클린디젤자동차핵심부품산업육성사업 기반구축, 기업지원, 기술개발 통합 수행 - 네트워킹/기업지원 - 산학연 공동 핵심기술개발 및 인력양성 |
| 광주산업단지혁신클러스터추진단 | - 입주기업체 중심의 혁신 주체들 간의 협력적 네트워킹 활성화 및 기술집약적 중소기업 육성 및 선도기업 유치를 통한 세계적인 광산업 클러스터 조성                                     | - 산‧학‧연 협의체(미니클러스터) 구성 및 운영 - 기업체 애로 과제 해결 지원(R&D, 마케팅, 자금‧인력, 경영) - 산학연 전문가 Pool(코디네이터) 구성 운영 - 지역 내 혁신 주체간 네트워크 구축(지원기관 협의회)                |
| 호남광역경제권선도산업지원단   | - 지식경제부가 추진 중인 “5+2 광역경제권 선도산업 육성사업”의 일환으로 광주, 전남, 전북의 선도산업별 프로젝트 사업 수행 및 세부사업 총괄 관리 등 총괄 주관기관의 역할을 위해 설립 | - 광역선도산업 육성 사업 - R&D 기획 ‧ 추진, 기술 개발 - 네트워킹/기업 지원, 인프라(장비 구축) |

#### 에너지산업[15]

##### 기업현황
- 우리시 신재생에너지 기업현황(연도별)

| 구분         | 2009년 | 2010년 | 2011년 | 2012년 | 2013년 | 2014년 | 2015년 |
| ------------ | ------ | ------ | ------ | ------ | ------ | ------ | ------ |
| 합계         | 235    | 291    | 322    | 363    | 393    | 413    | 459    |
| 제조업       | 52     | 58     | 50     | 60     | 62     | 63     | 75     |
| 시공전문기업 | 183    | 233    | 272    | 303    | 331    | 350    | 384    |

- 우리시 신재생에너지 기업현황(분야별)

| 구분         | 합계 | 태양광 | 에너지저장 | 풍력 | 연료전지 | 지열 | 기타 |
| ------------ | ---- | ------ | ---------- | ---- | -------- | ---- | ---- |
| 제조업체(개) | 75   | 40     | 15         | 8    | 4        | 1    | 7    |

##### 기반시설
- 솔라시티센터(한국생산기술연구원 호남권지역본부)
- 태양전지 R&D센터(한국생산기술연구원 호남권지역본부)
- 전자부품연구원 에너지변환연구센터
- 한국생산기술연구원 국제지열연구센터
- 전남대학교 수소연료전지연구소
- 차세대에너지연구소(광주과학기술원)

#### 광산업[16]
- 광산업은 자동차·가전산업에 이어 지역 3대 주력산업으로 확고한 위상 정립

(단위 : 억원, 명, 개사, %)
| 구분         | 1999년 (육성이전) | 2003년 (1단계완료) | 2008년 (2단계완료) | 2012년 (3단계완료) | 2013년 | 2014년 |
| ------------ | ----------------- | ------------------ | ------------------ | ------------------ | ------ | ------ |
| 고용인원(명) | 1,896             | 2,834              | 6,018              | 8,242              | 8,445  | 6,799  |
| 업체수(개)   | 47                | 190                | 327                | 360                | 360    | 306    |
| 매출액(억원) | 1,136             | 3,234              | 13,079             | 25,904             | 27,105 | 23,626 |

- 연구·지원 인프라 구축 및 기업지원 서비스 강화 등을 통해 국제적 광산업 클러스터로 부상
- Technology 인프라

한국광기술원을 비롯한 고등광기술연구소, 전자부품연구원, 생기원호남본부, ETRI호남센터, 한국광산업진흥회 등 국가 광산업 발전 추진체 집적화
- Land 인프라 : 광산업집적화단지(26만m2)와 LED밸리(31만m2)를 조성하여 300여개사를 집적화

#### 금형산업[17]
- 금형 시험생산(Try-Out)센터 건립
위치 : 광산구 옥동 1233-9번지(평동산단 內)
규모 : 부지8,250m2, 3개동(프레스, 사출, 행정동)
내용 : 고가 장비(프레스, 사출기, 3차원 측정기 등) 공동 활용 및 금형 인증체제 구축으로 신뢰성 제고
- 금형 집적화단지
연구개발에서 수주, 가공, 납품까지 일괄생산, 체제구축
규모 : 79.339m2(24천평: 19개업체 입주 확정), 90,365m2(27천평: 19개업체 입주)
- 금형산업 현황

| 구분         | 2007년 | 2008년 (센터준공) | 2009년 | 2010년 | 2011년 | 2012년 | 2013년 |
| ------------ | ------ | ----------------- | ------ | ------ | ------ | ------ | ------ |
| 고용인원(명) | 1,753  | 2,158             | 4,099  | 4,254  | 4,399  | 4,462  | 4,517  |
| 기업체(개사) | 97     | 97                | 266    | 305    | 306    | 311    | 315    |
| 매출액(억원) | 3,509  | 4,661             | 8,001  | 9,319  | 9,895  | 10,865 | 11,839 |

### 상업

#### 재래시장
- 양동시장
- 말바우시장
- 서방시장
- 남광주시장
- 무등시장

도매시장
- 각화동 농산물도매시장
- 서부 농수산물도매시장(풍암동시장 혹은 매월동시장으로 부르기도 함.)

#### 백화점·대형아울렛
- 광주신세계 (서구 광천동)
- 롯데백화점 광주점 (동구 대인동)
- NC백화점 광주역점 (북구 신안동)
- NC WAVE 충장점 (동구 충장로4가)
- 롯데아울렛 : 월드컵점 (서구 풍암동), 수완점 (광산구 수완동)

#### 대형마트
- 롯데마트 : 월드컵점 (서구 풍암동), MAX상무점 (서구 치평동), 첨단점 (광산구 첨단2동), 수완점 (광산구 수완동)
- 이마트 : 광주점 (서구 광천동), 광산점 (광산구 우산동), 봉선점 (남구 봉선동)
- 홈플러스 : 광주하남점 (광산구 하남동), 동광주점 (북구 두암동)
- 하나로클럽 : 광주점 (광산구 수완동)

## 문화

### 관광
예향, 의향, 미향의 도시 광주는 2011년 유네스코 세계기록유산 5·18 민주화운동, 2019년 유네스코 미디어아트 창의도시 재선정, 2023년 유네스코 세계지질공원 무등산권 지질공원 재인증을 통해 세계적으로 가치 있는 도시로 자리매김하고 있다. 광주 여행을 희망하는 여행객은 광주광역시에서 운영하는 '오매광주'를 통해 광주관광에 대한 다양한 정보를 얻을 수 있다.

### 문화재
광주광역시의 문화유산자료, 광주광역시의 유형문화재, 광주광역시의 무형문화재, 광주광역시의 민속문화재, 광주광역시의 국가등록문화유산, 광주광역시의 기념물을 참고하십시오.

### 박물관·미술관
| 박물관                        | 주소                         | 홈페이지                                        |
| ----------------------------- | ---------------------------- | ----------------------------------------------- |
| 국립광주박물관                | 광주 북구 하서로 110         | https://gwangju.museum.go.kr/index.jsp          |
| 광주역사민속박물관            | 광주광역시 북구 서하로 48-25 | https://www.gwangju.go.kr/gjhfm                 |
| 5·18민주화운동기록관          | 광주 동구 금남로 221         | https://www.518archives.go.kr                   |
| 남도향토음식박물관            | 광주 북구 설죽로 477         | https://gbfmc.or.kr/namdofood                   |
| 광주김치박물관                | 광주 남구 김치로 60          | https://www.gwangju.go.kr/kimchitown            |
| 국립광주과학관                | 광주 북구 첨단과기로 235     | https://www.sciencecenter.or.kr                 |
| 미술관                        | 주소                         | 홈페이지                                        |
| 광주시립미술관                | 광주 북구 하서로 52          | https://artmuse.gwangju.go.kr                   |
| 광주시립미술관 하정웅미술관   | 광주 서구 상무대로 1165      | https://artmuse.gwangju.go.kr/?site=hajungwoong |
| 광주비엔날레전시관            | 광주 북구 비엔날레로 111     | https://www.gwangjubiennale.org                 |
| 국립아시아문화전당 문화창조원 | 광주 동구 문화전당로 38      | https://www.acc.go.kr                           |
| 송정작은미술관                | 광주 광산구 송정로30번길 25  | https://www.gwangsan.go.kr/sochon               |

### 공연시설
- 광주예술의전당
- 광주공연마루
- 국립아시아문화전당 예술극장
- 빛고을국악전수관
- 광주북구문화센터
- 광산문화예술회관
- 빛고을시민문화관
- 서구서빛마루문화예술회관

### 명소
- 충장로·구시청사거리
- 광주극장
- 광주예술의거리
- 청춘발산마을
- 서창향토문화마을
- 광주폴리
- 광주미디어아트플랫폼G.MAP
- 옛전남도청, 5·18민주광장
- 전일빌딩245
- 동명동카페거리
- 양림역사문화마을
- 펭귄마을
- 양림동카페거리
- 사직공원전망타워
- 대인예술시장
- 1913송정역시장
- 무등산국립공원
- 광주호 호수생태원
- 평촌마을
- 서창한옥문학관
- 지산유원지
- 월봉서원
- 광주향교
- 충장사
- 효충사
- 고싸움놀이테마공원
- 빛고을농촌테마공원

### 공원
| 서구   | 중앙근린공원(풍암호수)     | 중앙근린공원(풍암호수)     | 중앙근린공원(풍암호수)     | 서구 풍암동 432번지 일원    | 서구 풍암동 432번지 일원    | 서구 풍암동 432번지 일원    |
| 서구   | 중앙근린공원(풍암생활체육) | 중앙근린공원(풍암생활체육) | 중앙근린공원(풍암생활체육) | 서구 풍암동 20번지 일원     | 서구 풍암동 20번지 일원     | 서구 풍암동 20번지 일원     |
| 서구   | 시민근린공원(상무시민)     | 시민근린공원(상무시민)     | 시민근린공원(상무시민)     | 서구 치평동1162             | 서구 치평동1162             | 서구 치평동1162             |
| 서구   | 상무수변공원(운천저수지)   | 상무수변공원(운천저수지)   | 상무수변공원(운천저수지)   | 서구 쌍촌동869-9            | 서구 쌍촌동869-9            | 서구 쌍촌동869-9            |
| 동구   | 푸른길근린공원(동구 구간)  | 푸른길근린공원(동구 구간)  | 푸른길근린공원(동구 구간)  | 동구 계림동730              | 동구 계림동730              | 동구 계림동730              |
| 동구   | 금남로근린공원             | 금남로근린공원             | 금남로근린공원             | 동구 금남로 3가 20-2번지    | 동구 금남로 3가 20-2번지    | 동구 금남로 3가 20-2번지    |
| 동구   | 두암제2근린공원            | 두암제2근린공원            | 두암제2근린공원            | 동구 산수동 687             | 동구 산수동 687             | 동구 산수동 687             |
| 남구   | 푸린길공원(남구 구간)      | 푸린길공원(남구 구간)      | 푸린길공원(남구 구간)      | 남구 주월동434-2            | 남구 주월동434-2            | 남구 주월동434-2            |
| 남구   | 물빛근린공원               | 물빛근린공원               | 물빛근린공원               | 남구 노대동865              | 남구 노대동865              | 남구 노대동865              |
| 남구   | 월산근린공원               | 월산근린공원               | 월산근린공원               | 남구 월산동150              | 남구 월산동150              | 남구 월산동150              |
| 북구   | 우산근린공원               | 우산근린공원               | 우산근린공원               | 북구 우산동 229-2 일원      | 북구 우산동 229-2 일원      | 북구 우산동 229-2 일원      |
| 북구   | 문화근린공원               | 문화근린공원               | 문화근린공원               | 북구 문흥동 1009-1          | 북구 문흥동 1009-1          | 북구 문흥동 1009-1          |
| 북구   | 본촌근린공원               | 본촌근린공원               | 본촌근린공원               | 북구 양산동 288-3           | 북구 양산동 288-3           | 북구 양산동 288-3           |
| 북구   | 일곡제1근린공원            | 일곡제1근린공원            | 일곡제1근린공원            | 북구 일곡동 850-1           | 북구 일곡동 850-1           | 북구 일곡동 850-1           |
| 북구   | 신용빛고을근린공원         | 신용빛고을근린공원         | 신용빛고을근린공원         | 북구 신용동 680             | 북구 신용동 680             | 북구 신용동 680             |
| 광산구 | 수완호수근린공원           | 수완호수근린공원           | 수완호수근린공원           | 광산구 장덕동 1681          | 광산구 장덕동 1681          | 광산구 장덕동 1681          |
| 광산구 | 원당산근린공원             | 원당산근린공원             | 원당산근린공원             | 광산구 장덕동 1295          | 광산구 장덕동 1295          | 광산구 장덕동 1295          |
| 광산구 | 쌍암근린공원               | 쌍암근린공원               | 쌍암근린공원               | 광산구 첨단중앙로182번길 23 | 광산구 첨단중앙로182번길 23 | 광산구 첨단중앙로182번길 23 |
| 광산구 | 운남근린공원               | 운남근린공원               | 운남근린공원               | 광산구 목련로 156           | 광산구 목련로 156           | 광산구 목련로 156           |
| 광산구 | 경암근린공원               | 경암근린공원               | 경암근린공원               | 광산구 하남대로54번안길 133 | 광산구 하남대로54번안길 133 | 광산구 하남대로54번안길 133 |

### 종교시설

#### 대표사찰
- 증심사 - 광주 동구 증심사길 177
- 무각사 - 광주 서구 운천로 230

### 축제
- 고싸움놀이축제
- 국립아시아문화전당 어린이·가족문화축제 하우펀
- 광주미디어아트페스티벌
- 광산뮤직ON페스티벌
- 광주시민의날
- 광주스트릿컬쳐페스타
- ACC월드뮤직페스티벌
- 서창만드리풍년제
- ACE fair
- 베어페스타 광주
- 사운드파크페스티벌
- 추억의 충장축제
- 광주버스킹월드컵
- 광주서창억새축제
- 광주김치축제
- 굿모닝!양림
- 동명동커피산책
- 광주청년주간
- 정율성음악축제
- 크리스마스광주빛축제

### 먹거리
광주7미로 무등산보리밥, 광주주먹밥, 상추튀김, 송정리향토떡갈비, 광주오리탕, 광주육전, 광주계절한식이 있다. 그 외에도 홍어삼합, 굴비정식, 동곡동 꽃게장 백반 거리 등이 유명하다.

### 숙박
| 숙박업소             | 주소                          | 연락처       |
| -------------------- | ----------------------------- | ------------ |
| 무등파크호텔         | 광주 동구 지호로164번길 14-10 | 062-226-0011 |
| ACC 디자인호텔       | 광주 동구 금남로 226-11       | 062-234-8000 |
| 컬쳐호텔람           | 광주 동구 서석로 89           | 062-223-1500 |
| 라마다플라자충장호텔 | 광주 동구 천변우로 369        | 062-717-1000 |
| 라마다플라자광주호텔 | 광주 서구 상무자유로 149      | 062-717-7000 |
| 홀리데이인광주호텔   | 광주 서구 상무누리로 55       | 062-610-7000 |
| 유탑부티크호텔       | 광주 서구 시청로 53           | 062-370-8000 |
| CS호텔               | 광주 서구 상무평화로 128      | 062-363-3300 |

### 레포츠
| 시설                 | 주소                        |
| -------------------- | --------------------------- |
| 패밀리랜드 눈썰매장  | 광주 북구 우치로 677        |
| 중흥정구장           | 광주 북구 오치로 1번길 10   |
| 동림다목적체육관     | 광주 북구 북문대로 200      |
| 첨단대상파크골프장   | 광주 북구 추암로 190        |
| 첨단체육공원         | 광주 북구 임방울대로 877    |
| 보라매축구공원       | 광주 광산구 신촌동 94-4     |
| 수완인라인롤러경기장 | 광주 광산구 장덕로96번길 15 |
| 첨단생활체육공원     | 광주 광산구 쌍암동 695-3    |
| 전천후게이트볼장     | 광주 서구 상무누리로 123    |
| 장애인국민체육센터   | 광주 서구 금화로 278        |
| 염주체육관           | 광주 서구 금화로 278        |

## 스포츠

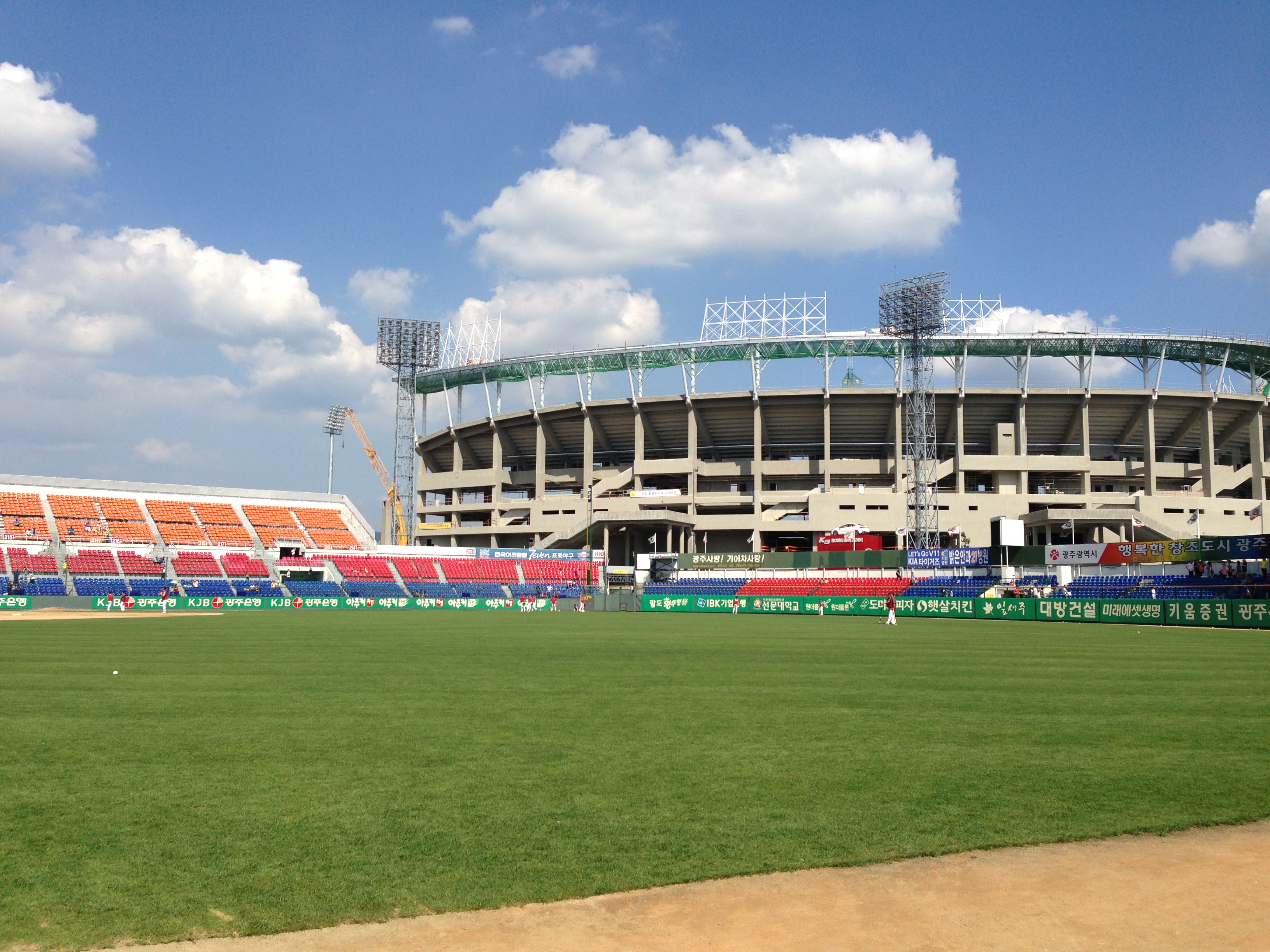
무등야구장에서 바라본 광주기아챔피언스필드

프로 야구단인 KIA 타이거즈, K리그의 광주 FC가 광주광역시를 연고지로 한다.
| 리그명      | 팀명                        | 창단연도 | 홈 경기장            |
| KBO 리그    | KIA 타이거즈                | 1982년   | 광주기아챔피언스필드 |
| K리그       | 광주 FC                     | 2010년   | 광주축구전용경기장   |
| V-리그 (여) | 광주 페퍼저축은행 AI 페퍼스 | 2021년   | 페퍼스타디움         |

### 경기장
- 광주월드컵경기장
- 광주무등경기장 야구장
- 광주기아챔피언스필드
- 페퍼스타디움
- 빛고을체육관
- 염주실내수영장
- 광주여대유니버시아드체육관
- 남부대국제수영장
- 광주국제양궁장
- 진월국제테니스장
- 광주실내빙상장
- 염주전천후테니스장
- 광주축구전용경기장

## 교육

### 초중등교육기관
광주 서구 화정동에 광주광역시교육청이 있고, 산하에 동부ㆍ서부 2개의 교육지원청이 있다. 광주시에는 2010년 기준 유치원 248개, 초등학교 145개교, 중학교 85개교, 고등학교 72개교가 있다. 교육청 산하에는 도서관을 비롯하여 교육연수원, 교육과학연구원, 학생교육원, 교육정보원 등이 있다.

### 고등교육기관

#### 대학교
- 광주과학기술원, 전남대학교, 조선대학교, 광주대학교, 광주교육대학교, 광주여자대학교, 호남대학교, 남부대학교, 광신대학교, 호남신학대학교, 송원대학교

#### 전문대학
- 광주보건대학, 조선이공대학, 조선간호대학, 기독간호대학, 서영대학, 한국폴리텍5대학, 동강대학

### 도서관
광주의 공공도서관은 2012년 기준으로 17개가 시, 구, 교육청에 의해 운영되고 있다.
- 시립 : 무등도서관, 사직도서관, 산수도서관
- 교육청 : 광주중앙도서관, 광주송정도서관, 광주학생교육문화회관, 광주학생독립운동기념회관, 금호평생교육관
- 구립 : 광주북구일곡도서관, 광주북구운암도서관, 첨단도서관, 신가도서관, 광주서구공공도서관, 광주서구어린이생태학습도서관, 광주남구문화정보도서관, 계림꿈나무도서관, 운남어린이도서관, 장덕도서관

## 교통

### 도로

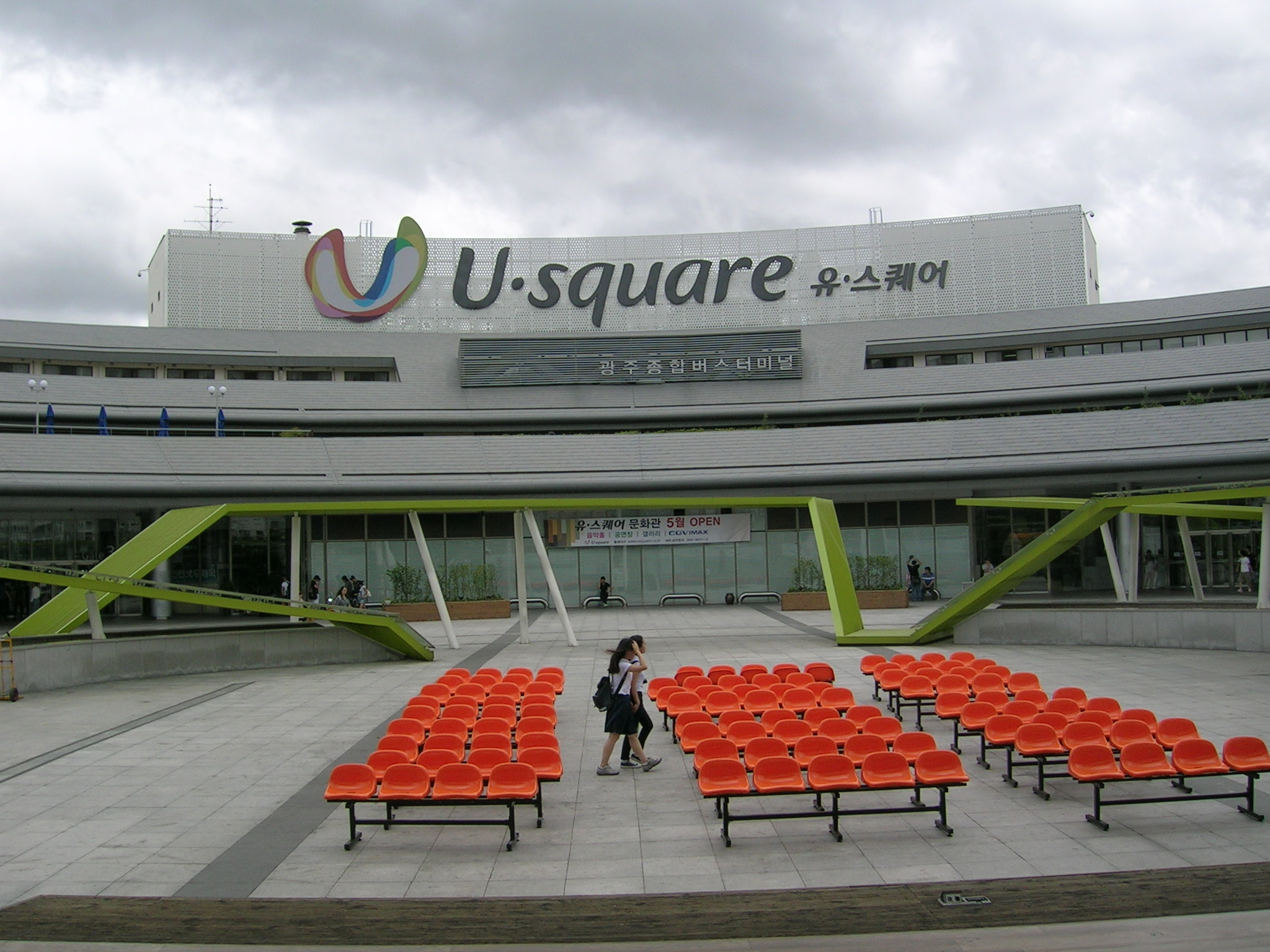
유스퀘어

광주대구고속도로, 호남고속도로가 도시의 북부, 무안광주고속도로가 도시의 중부를 관통하며 북광주 나들목, 서광산 나들목, 운수 나들목, 북광산 나들목, 광산 나들목, 동림 나들목, 산월 분기점, 서광주 나들목, 용봉 나들목, 동광주 나들목, 문흥 분기점이 도시와 연결된다. 또한 도심을 순환하는 제1순환도로와, 도심 외부를 순환하는 도로인 제2순환도로가 있으며, 이 도로는 1구간 (문흥 분기점 ~ 장원 나들목), 2구간 (장원 나들목 ~ 효덕 나들목), 3구간 (효덕 나들목 ~ 서창 나들목), 4구간 (서창 나들목 ~ 산월 분기점)로 분류되어있다. 유료 구간은 2구간 (장원 나들목 ~ 지원 나들목), 3구간(효덕 나들목 ~ 풍암 나들목), 4구간 (서창 나들목 ~ 산월 분기점)이다.
2015년 12월 23일에 광주외곽순환고속도로(제3순환도로)가 착공되어 2022년 12월에 개통됐다. 또한, 광천동 종합버스터미널은 한 때 동양 최대규모를 자랑하였던 버스 터미널로서, 2006년 8월경 '유스퀘어'라는 이름으로 새로 단장했다. 이 터미널에서는, 서울로 향하는 고속버스가 약 5분 간격으로 출발하며, 종합버스터미널이라서, 고속버스뿐만 아니라 시외버스 및 일부 농어촌버스 노선도 승차 가능하다.
자매도시간 상호원칙에 따라 2004년 12월 29일에 상무지구에서 동림 나들목을 잇는 도시고속도로인 (개통 당시에는 일반도로였음) 센다이로가 개통되었으나, 광주 관문도로에 명명된 일본식 이름에 대한 부정적인 여론에 따라 지금은 빛고을대로로 변경되었다.

#### 시내버스
광주광역시의 버스는 광주광역시와 산하 구청에서 관리하고 각 운수 회사에서 운행하며, 2006년 12월 21일부터 준공영제와 무료환승제가 시행되고 있다.
10개 시내버스회사와 몇몇 공항·마을버스 회사가 광주광역시 전역과 인근 시군을 900여대의 버스로 운행하고 있으며, 인근 5개 시군의 7개 시내·마을버스 회사도 200여대의 버스로 광주광역시와 인근 시군간을 연결·운행하고 있다. 광주광역시 버스운행정보 시스템에서 버스의 배차 간격과 운행 시간, 환승 정보 및 도착 정보를 알 수 있다.
급행간선(좌석)버스는 5개 노선, 간선버스는 30개 노선, 지선버스는 60개 노선, 마을버스는 광산구에 4개 노선, 서구에 1개 노선이 운행 중이며, 이 외에도 공항버스 1개 노선이 있다.

### 철도

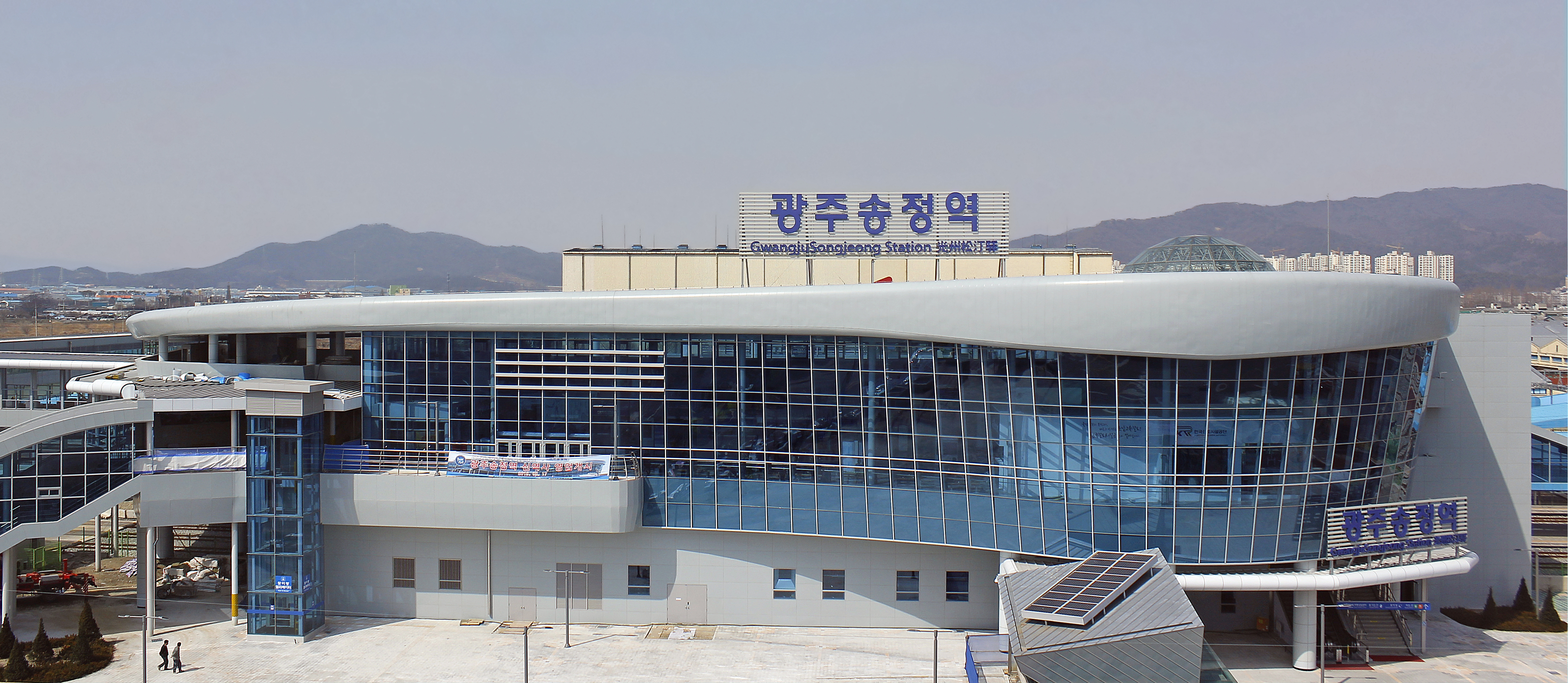
광주송정역

광주시 서부로 광주송정역을 지나는 호남선이 위치하며, 이곳의 하남역에서 광주선이 분기하여 광주역으로 연결되며 광주송정역에는 KTX가 운행한다. 또한 광주송정역에서는 순천역 및 삼랑진역 방면으로 경전선이 연결된다.
본래 경전선은 광주송정역 - 극락강역 - 광주역 - 남광주역 - 효천역 구간이었으나 도심 철도의 문제성, 그리고 주변 주민들의 민원으로 인하여 광주송정역 - 서광주역 - 효천역으로 이설하고, 광주송정역 - 극락강역 - 광주역구간은 광주선으로 분리하고, 광주역 - 남광주역 - 효천역 구간은 폐선되었다.
2015년 4월 2일에 오송역에서 광주송정역 구간의 호남고속선 1단계 공사가 완공되어 용산역에서 광주송정역까지 1시간 30분대에 이용이 가능하다. 광주송정역에서는 목포역, 용산역, 인천국제공항역, 행신역 방면 호남선 열차와 순천역, 진주역, 부전역 방면 경전선 열차를 이용할 수 있으며, 광주역에서는 용산역 방면 호남선 열차와 목포역 방면 무궁화호 열차, 순천역 방면 무궁화호 열차를 이용할 수 있다.

#### 도시철도
2004년 4월 28일 동구 소태동에서부터 서구 상무 신시가지까지를 잇는 광주 도시철도 1호선 1구간이 개통되었고 2008년 4월 11일 서구 상무 신시가지 - 평동까지의 1호선 2단계 구간이 완공됨으로써 1호선이 완전 개통되었다.

### 항공
광산구에 위치한 광주공항에서 대한항공, 아시아나항공 등의 여객기가 김포국제공항, 제주국제공항 노선을 이용할 수 있다. (무안국제공항 개항으로 광주공항의 국제선기능이 무안공항으로 넘어가 국제선은 무안에 위치하고 있는 무안국제공항에서 이용해야 한다.)

## 국제 교류
| 국가       | 도시                                                                 |
| ---------- | -------------------------------------------------------------------- |
| 미국       | 텍사스주 샌안토니오                                                  |
| 일본       | 미야기현 센다이시                                                    |
| 일본       | 후쿠오카현 기타큐슈시                                                |
| 중국       | 광둥성(广东省) 광저우시(广州市)                                      |
| 중국       | 산시성(山西省) 창즈시(长治市)                                        |
| 중국       | 장쑤성(江苏省) 옌청시(盐城市)                                        |
| 중화민국   | 타이난시(台南市)                                                     |
| 홍콩(香港) | 중화인민공화국 홍콩 특별행정구(광둥어: 中華人民共和國香港特別行政區) |

| 국가     | 도시                  |
| -------- | --------------------- |
| 일본     | 후쿠오카현 후쿠오카시 |
| 대한민국 | 대구광역시(2009년)    |

| 국가           | 도시                                           |
| -------------- | ---------------------------------------------- |
| 독일           | 작센주 라이프치히                              |
| 독일           | 자를란트주                                     |
| 러시아         | 타타르스탄 공화국 카잔                         |
| 말레이시아     | 믈라카주 믈라카                                |
| 말레이시아     | 피낭주 세베랑 페라이                           |
| 스페인         | 카탈루냐 바르셀로나                            |
| 수리남         | 파라마리보                                     |
| 이탈리아       | 토리노도 토리노                                |
| 일본           | 가나가와현 요코하마시                          |
| 중국           | 랴오닝성(辽宁省) 다롄(大连市) · 선양시(沈阳市) |
| 중국           | 저장성(浙江省) 원저우시(温州市)                |
| 중국           | 푸젠성(福建省) 취안저우시(泉州市)              |
| 중국           | 허난성(河南省) 뤄양시(洛陽市)                  |
| 중국           | 후베이성(湖北省) 우한시(武汉市)                |
| 오스트레일리아 | 빅토리아주 멜버른                              |

## 같이 보기
- 광주읍성 유허
- 대한민국의 설치순 도시 목록